# Тараклийское водохранилище
Тараклийское водохранилище (рум. Lacul de acumulare Taraclia), расположено на реке Ялпуг в границах АТО Гагаузия и Тараклийского района, Молдавия. Своё название водоём получил от города Тараклия, расположенного в 3 км юго-восточнее, вниз по течению реки. Вдоль правого берега водохранилища, на расстоянии 1 км проходит трасса E584. Высота над уровнем моря — 20,84 м.

## Гидрологический режим и параметры
Водохранилище руслового типа, с наполнением (согласно проекту) из озера Ялпуг (бассейн Дуная), находящегося в 26,5 км ниже по течению реки Ялпуг. Регулирование стока — сезонное.
Основное назначение при проектировании:
- исключение непродуктивных сбросов воды из магистрального канала;
- сокращение нормативной мощности передних насосных станций магистрального канала;
- формирование гарантированных запасов воды для орошения, водоснабжения, рыбоводства, отдыха

Исходные параметры:
- длина — 8,5 км[3];
- ширина: средняя — 1800 м, максимальная — 2100 м[3];
- глубина: средняя — 4,1 м, максимальная — 8,5 м[3];
- площадь водного зеркала при нормальном подпорном уровне — 15,1 км², при минимальном рабочем уровне — 7,0 км²[3];
- объём воды: полный статический — 62,0 млн м³, полезный — 50,0 млн м³[3];
- отметка нормального подпорного уровня — 22,5 м, минимально рабочего уровня — 18,0 м[3].

Гидротехнические сооружения:
- земляная плотина без проёма, длина — 2264 м, ширина по гребню — 20 м, максимальная высота — 12,1 м[3].

## История создания
Оросительная система в составе Тараклийского водохранилища, которое было введено в эксплуатацию в 1982 году, должна была стать самой крупной оросительной системой Молдавии. По проекту она должна была охватывать 171 тыс. га. Первая очередь орошения охватила 24,2 тыс. га на территории 12 хозяйств Вулканештского, Чадыр-Лунгского и Комратского районов.
По проекту источником воды выступала река Дунай. Возведение в 70-х годах XX века дамбы между рекой Дунай и озером Ялпуг снизило интенсивность водообмена между ними в 6-7 раз, что привело к засолению озера. Строительные работы были прекращены, был разработан комплекс мероприятий по рассолению озера Ялпуг, проводились работы, но после распада СССР они были прекращены.
В настоящее время проект оценивается специалистами негативно ввиду большого влияния на окружающую среду и больших затрат электроэнергии на перекачку воды. Кроме того, реализация проекта привела бы к засолению и содификации сельскохозяйственных земель. Это связано с климатическими условиями региона, которые способствуют накоплению солей в почве, поскольку сезонные испарения превышают количество осадков.

## Современное состояние
В настоящее время водное питание водохранилища осуществляется с севера, рекой Ялпуг. Гидротехническое оборудование и установки не работают, на склонах плотины наблюдается эрозия. Зафиксировано разрушение оградительных плит и размытие бетонного основания. Водоём сдаётся в аренду и используется для разведения рыбы.
Таблица 1. Гидрохимические показатели качества воды в Тараклийском водохранилище.
| Гидрохимические показатели качества | 2019  | 2019  | 2019  | 2020  | 2020  | 2020  | 2021  | 2021  | 2021  | 2021  |
| Гидрохимические показатели качества | 14.05 | 21.08 | 20.11 | 19.02 | 15.07 | 21.10 | 15.02 | 20.04 | 22.07 | 20.10 |
| БПК5                                | V     | V     | V     | IV    | V     | V     | IV    | V     | III   | IV    |
| ХПК                                 | IV    | V     |       |       | V     |       | IV    | IV    | IV    | IV    |
| Хлорид-ионы                         | V     | V     | V     |       |       |       |       |       |       |       |
| Ионы магния                         | V     |       | V     |       |       |       |       |       |       |       |
| Na++K+                              | V     | V     | V     | V     | V     | V     |       |       |       |       |
| Сульфат-ионы                        |       |       | IV    |       |       |       |       |       |       |       |
| Жёсткость                           | IV    |       | IV    |       |       | III   | IV    |       |       | III   |
| Аммонийный азот                     | IV    | III   | IV    | III   | IV    | IV    | III   |       | III   | III   |
| Общий фосфор                        |       |       | IV    |       | III   | III   |       | IV    | IV    |       |
| Минеральный фосфор                  |       | III   | III   |       | III   |       |       | IV    |       |       |
| Взвешенные вещества                 | V     | V     | V     |       |       |       |       |       |       |       |
| Минерализация                       | V     |       |       |       |       | V     | V     | V     | V     | V     |
| Продукты нефти                      | III   |       |       |       |       |       |       |       |       |       |
| Ph                                  |       | V     |       |       |       |       |       |       |       |       |
| Азот нитритный                      |       |       |       | III   |       |       |       | III   | IV    |       |
| Ортофосфаты                         |       |       |       |       |       |       |       |       | III   |       |
| Железо                              |       |       |       |       |       |       |       |       |       | III   |

## Экология
В настоящее время наибольшее антропогенное воздействие на водохранилище оказывает река Ялпуг, в воды которой в верхнем течении сбрасываются неочищенные стоки промышленных и хозяйственных объектов, находящихся вдоль реки.
В течение 2019—2021 года с целью определения гидрохимических показателей качества воды в Тараклийском водохранилище были проведены лабораторные исследования, по результатам которых установлены классы качества поверхностных вод. Качество воды в водохранилище отнесено к V классу качества (очень загрязнённые). Гидрохимические показатели качества воды в Тараклийском водохранилище указаны в таблице 1.
При этом, было зафиксировано значительное превышение установленных норм: в 30 раз для Na++K+; в 10,8 раз — для взвешенных веществ; в 8,2 раза — для ХПК; в 6,2 раза — для общей минерализации; в 4,8 раз — для ионов магния; в 5,76 раз — для хлорид-ионов; в 3,4 раза — для хлорид аммония; в 3,4 раза — для аммонийного азота; в 2,86 раз — для БПК; в 2,2 раза — для жестокости и 1,8 раз — для содержащихся в воде нефтепродуктов.